# Angelika Bruhn
Angelika Bruhn (* April 1950 in Rostock) ist eine deutsche Verlegerin. 

## Leben
Nach Abschluss ihrer Berufsausbildung und Tätigkeit als Verkehrskauffrau bei der Deutschen Reichsbahn studierte Angelika Bruhn an der Ingenieurhochschule Wismar und machte 1977 den Abschluss in Wirtschaftsingenieurwesen (Dipl.-Ing. oec.). Seit 1975 war sie im Hochschulwesen und in der Dienstleistungsbranche leitend tätig.
Im November 1990 machte sich Angelika Bruhn im Bereich Bürodienstleistungen beruflich selbstständig. 10 Jahre später wechselte sie ins Verlagswesen und gründete 2007 den BS Verlag Rostock mit den Schwerpunkten Mecklenburg-Vorpommern, DDR-Literatur, „Das verbrannte Buch“ und Plattdeutsch.
Von März 2000 bis Februar 2020 verlegte sie 754 Titel von über 300 Autoren, davon 111 in plattdeutscher Sprache.
2020/21 war sie Präsidentin des Inner Wheel Clubs Heiligendamm.

## Werke
- Katinka Platt. Rostock 2012. ISBN 978-3-86785-200-5
- Das rote Kleid. Rostock 2014. ISBN 978-3-86785-255-5
- Unter einem Schirm. Rostock 2015. ISBN 978-3-86785-300-2